# Bergkuifvliegenvanger
De bergkuifvliegenvanger (Elminia albonotata) is een zangvogel uit de familie Stenostiridae.

## Verspreiding en leefgebied
Deze soort komt voor in zuidelijk-centraal Afrika en telt drie ondersoorten:
- E. a. albonotata: van oostelijk Congo-Kinshasa tot centraal Kenia, noordelijk Malawi en noordoostelijk Zambia.
- E. a. swynnertoni: oostelijk Zimbabwe en centraal Mozambique.
- E. a. subcaerulea: van zuidoostelijk Kenia tot zuidelijk Malawi en noordelijk Mozambique.

## Status
De grootte van de populatie is niet gekwantificeerd maar de soort wordt omschreven als schaars tot algemeen. Op de Rode lijst van de IUCN heeft deze soort de status niet bedreigd.